# إطلاق قنابل على منزل بنيامين نتنياهو 2024
إطلاق قنابل على منزل نتنياهو 2024 في 16 نوفمبر 2024، وقعت حادثة هجوم باستخدام قنبلتين مضيئتين على منزل رئيس الوزراء الإسرائيلي بنيامين نتنياهو في قيسارية جاء الهجوم في ظل ظروف سياسية وأمنية متوترة في إسرائيل، حيث تتزايد الانتقادات والاحتجاجات ضد سياسات الحكومة الحالية. وصف الرئيس الإسرائيلي إسحاق هرتسوغ الحادث بأنه "خطير للغاية"، في حين أشار وزير الأمن إيتمار بن جفير إلى أن الهجوم يمثل تجاوزا لخطوط حمراء أمنية

## الهجوم

### 16 نوفمبر
في 16 نوفمبر 2024، تعرض منزل رئيس الوزراء الإسرائيلي بنيامين نتنياهو في قيساريا لهجوم بقنبلتين مضيئتين الحادثة أثارت قلقًا واسعًا وردود فعل قوية من قبل المسؤولين الإسرائيليين؛ إذ وصفها الرئيس إسحاق هرتسوغ بـ "الخطيرة للغاية". من جانبه، اعتبر وزير الأمن إيتمار بن جفير الهجوم تجاوزا للخطوط الحمراء الأمنية. الهجوم لم يسفر عن أي إصابات أو وفيات ويبدو أنه كان يهدف لإرسال رسالة سياسية وسط مظاهرات متزايدة ضد سياسات الحكومة الحالية.

### 17 نوفمبر
في اليوم التالي: أعلنت السلطات اعتقال ثلاثة أشخاص للاشتباه بتورطهم في الحادث. يأتي ذلك في سياق توترات سياسية داخلية ومطالب بتغيير السياسات الحكومية، خاصة فيما يتعلق بالأمن والتوجهات العامة